# اندیس خاک سرخ چید
خاک سرخ چید یک اندیس غیرفلزی است که در حوالی شهر کمستان استان چهارمحال و بختیاری قرار دارد و مادهٔ معدنی موجود در آن، هماتیت است.سنگ میزبان این اندیس شیل-مارن است و دیرینگی آن به دوران ائوسن می‌رسد. 